# Яворец (община Кичево)
Вижте пояснителната страница за други значения на Яворец.
Яворец или Яорец (на македонска литературна норма: Јаворец; на албански: Javoreci) е село в община Кичево, в западната част на Северна Македония.

## География
Селото е разположено в областта Горна Копачка.

## История
В XIX век Яворец е чисто българско село в Кичевска каза на Османската империя. В „Етнография на вилаетите Адрианопол, Монастир и Салоника“, издадена в Константинопол в 1878 година и отразяваща статистиката на населението от 1873 година, Яворец фигурира два пъти – веднъж като Лорец (Loretz) – село с 14 домакинства с 55 жители българи и втори път като Язоец (Yazoetz) и 150 домакинства и 400 жители мюсюлмани.
Според статистиката на Васил Кънчов („Македония. Етнография и статистика“) към 1900 година в Яорец живеят 160 българи-християни.
На Етнографската карта на Битолския вилает на Картографския институт в София от 1901 година Яорец е чисто българско село в Кичевската каза на Битолския санджак с 20 къщи.
Цялото село е под върховенството на Българската екзархия. По данни на секретаря на екзархията Димитър Мишев („La Macédoine et sa Population Chrétienne“) в 1905 година в Яорец има 176 българи екзархисти.
Статистика, изготвена от кичевския училищен инспектор Кръстю Димчев през лятото на 1909 година, дава следните данни за Яворец:
| Домакинства | Гурбетчии | Грамотни | Грамотни | Грамотни | Неграмотни | Неграмотни | Неграмотни |
| Домакинства | Гурбетчии | мъже     | жени     | общо     | мъже       | жени       | общо       |
| ----------- | --------- | -------- | -------- | -------- | ---------- | ---------- | ---------- |
| 26          | 10        | 2        | 0        | 2        | 61         | 70         | 131        |

При избухването на Балканската война в 1912 година 1 човек от селото е доброволец в Македоно-одринското опълчение.
След Междусъюзническата война в 1913 година селото попада в Сърбия.
Църквата „Свети Никола“ е от началото на XX век.
На етническата си карта на Северозападна Македония в 1929 година Афанасий Селишчев отбелязва Яворец като българско село.
Според преброяването от 2002 година селото има 5 жители македонци.
От 1996 до 2013 година селото е част от община Другово.

## Личности
Родени в Яворец
- Раде Тасев, български революционер от ВМОРО, четник на Димче Сарванов[10]
- Слави Димитров Тренев, македоно-одрински опълченец, 2 рота на 11 сярска дружина[11] Младши подофицер, загинал през Първата световна война[12]